# One Day (phim 2011)
One Day là một phim tình cảm, được đạo diễn bởi Lone Scherfig. Cốt truyện lấy từ cuốn sách One Day của David Nicholls được xuất bản năm 2009. Hai diễn viên chính là Anne Hathaway và Jim Sturgess. Hãng Focus Features đã cho phát hành phim vào tháng 8 năm 2011.

## Cốt truyện
Emma Morley (Anne Hathaway) và Dexter Mayhew (Jim Sturgess) gặp nhau vào ngày 15 tháng 7 năm 1988 sau buổi lễ tốt nghiệp ở University of Edinburgh. Dù ngủ chung với nhau nhưng không có chuyện kia và cả hai đồng ý chỉ là bạn thôi. Sau đó cả hai vẫn giữ liên lạc với nhau và Dexter hầu như cứ vào ngày 15 tháng 7, ngày Thánh Swithun, thì đến tìm gặp Emma, khi đó Emma rất vui vì cả hai vẫn không quên được cái ngày đó, và cứ thế diễn ra liên tục trong 23 năm sau đó.
Cùng ngày năm sau, Dexter giúp Emma dọn tới một căn hộ ở London, nơi cô định theo đuổi nghiệp nhà văn. Không thành công lắm với lĩnh vực này, Emma phải đi làm bồi bàn tại một quán ăn Mexico ở London vào ngày 15 tháng 7 năm 1990 nơi cô gặp Ian (Rafe Spall), một người diễn viên hài hước cũng xin làm việc tại nhà hàng này, vì anh này đã bị tiếng sét ái tình với Emma, để tiện tiếp cận, theo đuổi Emma. Trong lúc đó, Dexter đi du lịch khắp thế giới, ăn nhậu và ngủ với hàng loạt bạn gái. Sau cùng Dexter trở nên giàu có nhờ thành công với nghề dẫn chương trình truyền hình về đêm. Mặc dù Emma thỉnh thoảng gặp Dexter năm này tháng nọ, nhưng tình yêu không thể nảy nở giữa họ, chắc có lẽ do tính đào hoa, không nghiêm túc trong mối quan hệ của anh ta.
Dexter thăm cha mẹ vào ngày 15 tháng 7 năm 1994 vì mẹ (Patricia Clarkson) của anh bị chẩn đoán bệnh ung thư giai đoạn cuối. Anh tới đó trong tình trạng bị ảnh hưởng của rượu và ma túy từ tối hôm trước và tiếp tục uống ở nhà mình. Mẹ Dexter nói là bà không hài lòng lắm với các chương trình TV của anh, cho là anh ta vẫn có thể là người tốt, đứng đắn, đàng hoàng, tìm được một nghề nghiệp chân chính. Và sau đó, người cha đã lái xe chở anh về, trong lúc chia tay, vì thất vọng với việc dùng rượu và ma túy quá độ, nói rằng ông ta sẽ cấm Dexter không được tới nhà nữa, nếu anh ta tiếp tục tới với tình trạng say xỉn như vậy. Cùng ngày đó Emma đã chấp nhận cuộc hẹn hò đi ăn tối với Ian, người diễn viên hài hước. Tuy nhiên ngoài việc anh ấy bị té cầu thang làm cho Cô cười thì Cô không cảm thấy Ian là diễn viên hài hước, thế là tối hôm đó sau cuộc hẹn hò thì Emma đã có chút rung động và quyết định dọn về ở chung. Trong khoảng thời gian sống với Ian, Emma trở thành một giáo viên.
Vào ngày kỷ niệm năm 1996, Emma hẹn đi ăn với Dexter. Lúc đó Dexter đang dùng cocaine, không chú tâm đến Emma mà còn tán một cô gái khác trước mặt Emma, không xem trọng sự hiện diện của Emma. Việc này đã tạo nên tình huống Emma tức giận, hai bên tranh cãi và Emma đã rời khỏi Dexter. Tại thời điểm nay, Dexter vẫn chưa cảm nhận được tâm trạng của Emma thất vọng về anh ta đến nhường nào, và đã yêu cầu Emma quay lại, nhưng anh đâu biết rằng sự chịu đựng nào cũng có giới hạn riêng của nó, nếu vượt ngưỡng rồi thì sẽ là sự dứt khoát, sau đó Emma quay lại và với cái ôm chia tay cùng sự thú nhận là mình rất rất yêu Dexter nhưng giờ thì không còn thích anh ta nữa và bỏ về.
Sau một thời gian, một ngày nọ Emma về nhà và phát hiện Ian đang đọc một đoạn truyện do đã lục lọi từ trong đồ đạc của Emma, và thế là hai bên tranh cãi, sau đó cả hai chia tay trong sự hoà bình. Trong lúc đó Dexter càng có vấn đề với uống rượu và nghiện ma túy, khi nhận ra sự nghiệp dẫn chương truyền hình của mình đang đi xuống dốc.
Vào ngày 15 tháng 7 năm 2000, người bạn cùng phòng cũ tại trường đại học của Emma và một người bạn cũ của Dexter tổ chức đám cưới, cả hai được mời tới dự buổi tiệc, cả hai đã có thời gian trò chuyện thân mật với nhau mặc cho buổi tiệc vẫn đang tiếp diễn và để vị hôn thê của Dexter Sylvie (Romola Garai) đang mang thai một mình trong bữa tiệc. Cũng cùng lúc đó Dexter đang thất nghiệp, nhận lời làm việc cho một người bạn từng ở cùng phòng, mà bây giờ trở thành triệu phú đang làm chủ một chuỗi nhà hàng và quán ăn. 
Sau khi kết hôn Dexter trở thành người đàn ông đứng đắn và người cha mẫu mực, chăm chỉ làm việc và tối về thì chăm sóc con gái nhưng vợ anh ta không cảm nhận được tình yêu từ người đàn ông này nên đã lén lút ra ngoài cặp bồ với người đàn ông khác tên là Calum và cũng trong đêm đó vợ anh ta chuẩn bị ngủ với người với anh này cảm thấy mình rất có lỗi và gọi điện thoại để trò chuyện với Dexter, đó cũng được xem là lời tự thú, nên sau đó họ đã li dị.
2 năm trôi qua và Emma đã dọn sang Paris, lúc này Dexter đã độc thân đến thăm cô cũng vào ngày 15 tháng 7 với tâm trạng thoải mái và xách theo vali hành lý cùng hy vọng là họ sẽ chung sống với nhau. Tuy nhiên, Emma tiết lộ là cô ta đã có một người bạn trai mới (Sébastien Dupuis), một nhạc sĩ người Pháp chơi dương cầm cho một ban nhạc jazz. Khi nghe được điều này, Dexter đã dẫn Emma tới gặp anh chàng kia để xem mặt mũi thế nào. Đến nơi thì thấy được dáng địu anh này khá bảnh bao, trong lòng có chút tự ti nên chỉ dừng lại ở xa xa và nói với Emma là sẽ đi chuyến tàu tối nay để rời khỏi nơi này, rồi chia tay nhìn Emma đến trong vòng tay người khác cùng với đôi mắt đẫm lệ, đi bộ về nhà Emma lấy hành lý. Bất thình lình, Emma đổi ý và đuổi theo anh ta, giải thích là cô cứ tưởng mình đã có thể quên được Dexter nhưng những gì đang diễn ra tâm trạng của Emma bị xáo trộn từ lúc gặp lại, đến những suy nghĩ của Emma với câu nói là anh ta muốn sống chung với Emma, và việc anh ta dự báo là sẽ rời khỏi đều đã tác động đến Emma (một người con gái đã từng yêu sâu đậm, bị làm tổn thương rất nhiều lần nhưng vẫn có thể nói ra lời yêu thương là rất nhớ Dexter). Và hai người đã ôm choàng lấy nhau để bù lại cho những tháng ngày xa cách, trao nhau nụ hôn nồng thắm. Để rồi anh chàng Dexter nhận ra rằng bản thân mình đã có lỗi với Emma đến nhường nào, và nhận ra rằng anh ta cần trân trọng giây phút này hơn, để từ đó anh ta đã hứa với Emma là sẽ không bao giờ làm thương tổn, nối dối hay lừa gạt cô nữa, và cùng với nhau bắt đầu một cuộc sống mới.
Emma và Dexter đã sống chung và làm đám cưới năm 2004. Nhờ những kinh nghiệm ở quán ăn trước đó, Dexter mở một quán cafe ở Anh, và cả hai mong đợi có con. Tuy nhiên chuyện không thành, và hai người trở nên nản chí với nhau. Vào ngày 15 tháng 7 năm 2006, Emma bị một xe vận tải đụng chết trong một ngõ cụt trong khi đang đi xe đạp. Dexter không thể trải qua mối sầu đó và tự hủy hoại mình, và đặc biệt rất cảm thấy bơ vơ vào ngày kỷ niệm hàng năm. Qua nhiều năm, Dexter được sự trợ giúp từ người vợ cũ, của đứa con gái Jasmine, người cha góa vợ, và cả Ian, mà cũng thương tiếc Emma mỗi năm. Ian bây giờ đã có vợ và con cái. Mỗi lần anh ta tới thăm, đều nói với Dexter là Emma rực sáng ra mỗi khi Dexter tới, và "cô ấy đã làm anh trở thành một người tốt hơn và điều đó khiến cô rất vui vẻ với mỗi một lần gặp lại anh".
Vào ngày 15 tháng 7 năm 2011, Dexter viếng thăm Arthur's Seat ở Scotland với Jasmine, nơi 23 năm trước Dexter và Emma đã chuyện trò cả ngày với nhau và hứa sẽ luôn là người bạn tốt nhất.